# Yves Sabouret
Pour les articles homonymes, voir Sabouret.
Yves Sabouret, né le 15 avril 1936, est un dirigeant français des médias[évasif] et un homme politique des Côtes-d'Armor. 

## Biographie

### Jeunesse et études
Yves Sabouret effectue ses études secondaires au collège Stanislas. Il est diplômé de l'Institut d'études politiques de Paris, et est titulaire d'un DESS d'économie. Il est admis à l'ENA, et sort major de promotion,  en 1964 (promotion Blaise Pascal). 

### Parcours professionnel
Yves Sabouret intègre l'Inspection des finances. Il sera membre de plusieurs cabinets ministériels entre 1968 et 1974 : conseiller technique au cabinet d'Albin Chalandon, ministre de l'Équipement et du Logement (1968), directeur de cabinet de Joseph Fontanet, ministre du Travail, de l'Emploi et de la Population (1969-1972) et conseiller pour les Affaires sociales et culturelles de Pierre Messmer, Premier ministre (1972-1974).
En 1979, il entre comme vice-président chez Matra et devient l'un des principaux collaborateurs de Jean-Luc Lagardère. Jean-Luc Lagardère le nomme directeur général d'Hachette de 1981 à 1990. En 1990, Hachette reprend les parts de Robert Hersant dans la chaîne de télévision La Cinq créée quatre ans plus tôt et alors en grande difficulté, Yves Sabouret en est nommé président directeur général jusqu'à la disparition de la chaîne en 1992. De 1994 à 2003, il est directeur général des Nouvelles messageries de la presse parisienne (il siégeait à son conseil de gérance de 1981 à 1990), tout en restant conseiller auprès du groupe Lagardère.
Entre avril 2004, il est nommé président du conseil d'administration d'Ingenico, poste dont il démissionne un an plus tard en avril 2005. En juin 2008, il est engagé comme gérant- senior adviser pour le fonds immobilier Tishman Speyer.

### Parcours politique
Yves Sabouret mène également une carrière politique locale. Il est maire de Saint-Cast-le-Guildo, une petite ville côtière des Côtes-d'Armor, de 1967 à 1995 et conseiller général de ce département de 1973 à 1992 (élu du canton de Matignon). 

### Parcours professoral
Il est maître de conférences à l'IEP de Paris et à l'ENA.

## Distinctions
En janvier 2007, il a été nommé président de la Fondation de France. Le 12 avril 2009, il est promu au titre de Commandeur de la Légion d'honneur.

## Vie privée
Il était marié en premières noces avec Anne de Caumont-La Force, descendante de la famille Hachette, dont il a eu deux enfants.